# Олимпиодор от Тива
Олимпиодорос от Тива (Olympiodoros von Theben, of Thebes, Олимпиодор, гръцки: Ὀλύμπιόδωρος) e източноримски историк, дипломат и пътешественик от 5 век.
Олимпиодор произхожда от египетския град Тива (Theben). Той получава много добро образование. Олимпиодор нарича сам себе си поет и е от т.нар. „Училище на Зосим“ (да не се бърка с историка със същото име), което най-вече се занимава с алхимия. Изглежда, че е бил представител на римското езичество, но се е отнасял със симпатия и към християнството и е имал много приятели и поддръжници-християни, сред които и източноримския император Теодосий II, на когото посвещава оцелялото си във фрагменти историческо съчинение, вероятно обилно използвано от много от по-късните историци, както Зосим (Zosimos) (в книга 5 и 6 на неговата Нова история), Созомен (книга 9 на неговата Църковна история), Филосторгий и Прокопий Кесарийски.
Олимпиодорос стои като историк на по-високо ниво от Евнапий от Сарди (Eunapios von Sardes), чието произведение свършва през 404 г. Пише подробно произведение от 22 тома на гръцки език за времето от 407 до 425 г. сл. Хр., остатъците от което са са събрани във "Fragmenta Historicorum Graecorum", кн. 4. Според обобщението, което прави на съчинението му константинополският патриарх Фотий I, това е по-скоро сбор от материали за историческо съчинение, но не и истинска литературна творба. В малкото фрагменти останали от Олимпиадор историческите дати са вероятно доста точни. Занимава се главно със Запада на Империята, за който от собствен опит е добре информиран; преди всичко разказва доста подробно за германите и хуните, благодарение на пътуванията и връзките си покрай дипломатическите си мисии.